# Телятников Леонід Петрович
Леоні́д Петро́вич Теля́тников (рос. Теля́тников Леони́д Петро́вич; 25 січня 1951, Введенка, Казахська РСР, СРСР — 2 грудня 2004, Київ, Україна) —український офіцер-пожежник, Герой Радянського Союзу, під час ліквідації аварії на Чорнобильській АЕС начальник воєнізованої пожежної частини Управління внутрішніх справ Київського облвиконкому Української РСР, майор внутрішньої служби.

## Біографія
Народився 25 січня 1951 року в селищі Введенка Боровського району Костанайської області Казахської РСР в сім'ї службовця. Росіянин. Член КПРС з 1978 року. Закінчив середню школу.
В органах внутрішніх справ СРСР з 1968 року. У 1971 році закінчив Свердловське пожежно-технічне училище МВС СРСР, а в 1978 році — Вищу інженерну пожежно-технічну школу МВС СРСР.
У ніч на 26 квітня 1986 року, коли сталася пожежа на 4-му енергоблоці Чорнобильської атомної електростанції, через 7 хвилин після сигналу аварії перші пожежні розрахунки, приписані до ЧАЕС, приступили до її ліквідації. Їх безпосередній начальник майор внутрішньої служби Телятніков Л. П., прибувши до аварійного енергоблоку, незважаючи на реальну загрозу радіоактивного опромінення, нарівні з підлеглими був у перших лавах вогнеборців.
Після лікування продовжив службу у внутрішніх військах МВС СРСР, а після розвалу Радянського Союзу служив у внутрішніх військах України. З 1998 року очолював Добровільне пожежне товариство Києва, був засновником київського дитячого руху «Юний пожежник».
Помер 2 грудня 2004 року. Похований у Києві на Байковому кладовищі (ділянка № 52а).

Меморіальна дошка в Києві
Могила Леоніда Телятникова
Погруддя Леоніда Телятникова, Меморіальний комплекс жертв Чорнобильської катастрофи в Києві, 29.06.2019

## Сім'я
Дружина - Лариса Іванівна, сини - Олег (закінчив пожежне училище) і Михайло (юрист). Онуки - Леонід і Олександр.

## Нагороди
- Указом Президії Верховної Ради СРСР від 25 вересня 1986 року за мужність, героїзм і самовіддані дії, проявлені при ліквідації аварії на Чорнобильській АЕС, майору внутрішньої служби Телятнікову Леоніду Петровичу присвоєно звання Героя Радянського Союзу з врученням ордена Леніна і медалі «Золота Зірка» (№ 11549).
- 26 квітня 1996 року за особисту мужність і відвагу, виявлені при ліквідації аварії на Чорнобильській АЕС нагороджений відзнакою Президента України — хрестом «За мужність»[1]
- Нагороджений медалями.

## Ушанування пам'яті
У Києві на будівлі Головного управління МНС України, де з 1986 по 1993 рік працював Герой (вулиця Межигірська, 8) 26 квітня 2006 року встановлена меморіальна дошка (бронза, граніт).
2016 року на честь Леоніда Телятникова названо площу на перетині вулиць Маршала Малиновського і Добринінської в Києві.
В  Народному музеї Черкаського інституту пожежної безпеки імені Героїв Чорнобиля з 2006 року розміщена експозиція, присвячена Леоніду Петровичу, яка включає особисті речі героя, передані музею сином Олегом Леонідовичем.